# Who'd Have Known
„Who'd Have Known” este al cincilea cântec lansat ca disc single de pe albumul It's Not Me, It's You al cântăreței britanice Lily Allen.
1. 1 2 3 4 5 6 7 8 9 10 11 12 13 14  ISWC-Net, accesat în 19 aprilie 2022